# Georges Houot

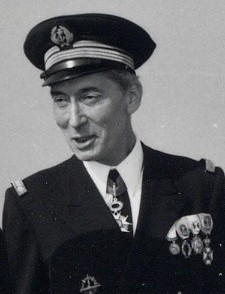
Georges Houot 1970

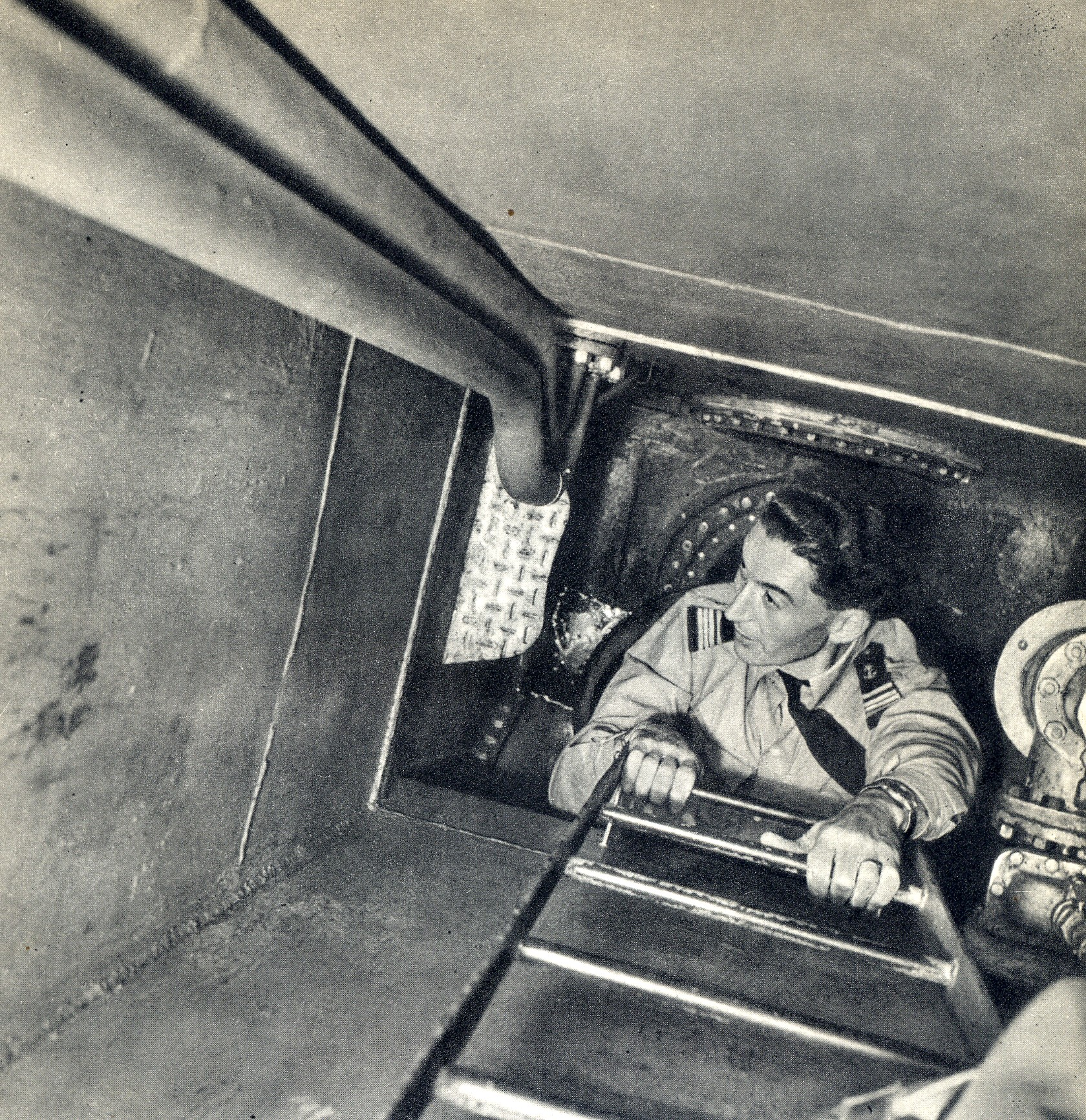
Georges Houot an Bord der FNRS-3

Georges Sylvain Houot (* 29. August 1913 in Paris; † 7. August 1977 in La Garde) war ein französischer Marineoffizier, der entscheidend an der Erforschung der Tiefsee durch Bathyscaphe mitwirkte.

## Biografie
Houot kam 1913 als Sohn von Joseph Houot († 1914) und Mireille Gleizes, der Schwester des Malers Albert Gleizes, zur Welt. Er besuchte das Prytanée national militaire in La Flèche, wo er das Baccalauréat erwarb. Er blieb auch nach dem Schulabschluss weiter in der militärischen Laufbahn und ging ab 1933 zur École navale, der französischen Marineakademie. Während der Ausbildung diente er unter anderem auf dem Leichten Kreuzer Jeanne d’Arc, anschließend diente er als Offizier zunächst 1940/41 auf dem Kreuzer Gloire, 1942 auf dem Torpedoboot Le Hardi, von 1945 bis 1947 auf der Fregatte Croix-de-Lorraine und dann bis 1949 auf der Lac Pavin. Zwischenzeitlich diente Houot 1943 als Marinegendarm.
1949 trat er die Nachfolge von Jacques-Yves Cousteau als Kommandant des Forschungsschiffes Elie Monnier an, das hauptsächlich zur Erforschung des Meeresbodens eingesetzt wurde. Obwohl er zeitweilig an Poliomyelitis litt, beteiligte er sich selber an Tauchgängen und entdeckte in dieser Zeit sein wissenschaftliches Interesse. 1951 wurde Houot von der Marine zum Leiter der Entwicklung des Bathyscaphen FNRS-3 ernannt. Zwei Jahre später erhielt er den Oberbefehl über die Bathyscaphe; dabei stellte die FNRS-3 am 15. Februar 1954 vor Dakar einen Tieftauchrekord von 4.050 m auf. Von 1953 bis 1960 führte Houot mit dem Tauchboot insgesamt 93 Tauchgänge im Mittelmeer, vor Westafrika, an der Küste Portugals und vor Japan durch.
Da die FNRS-3 erfolgreich und zuverlässig war, begannen Houot und der Ingenieur Pierre Willm 1955 Planungen zum Bau eines neuen, verbesserten Bathyscaphen. Im November 1955 wurde dem Entwurf zugestimmt, und der Bau begann 1958. Der neue Bathyscaph, genannt Archimède, wurde 1961 in Dienst gestellt und löste die FNRS-3 ab. Houot befehligte in den Folgejahren die Archimède und ihr Mutterschiff Marcel-le-Bihan, das ehemalige 
Flugsicherungsschiff Greif der deutschen Luftwaffe. Insgesamt führte er mit dem Tauchboot bis 1970 im Mittelmeer, vor Japan und Puerto Rico sowie auf Madeira und den Azoren 64 Tauchgänge durch. Die dabei erreichte maximale Tauchtiefe betrug 9.500 m (erreicht 1962 im Kurilengraben).
1970 ging Houot nach 37 Dienstjahren in den Ruhestand. Er starb am 7. August 1977 im südfranzösischen La Garde. An seiner Beerdigung nahmen u. a. der damalige Verteidigungsminister Yvon Bourges und der damalige Premierminister Raymond Barre teil.

## Orden und Auszeichnungen
- Kommandeur der Ehrenlegion
- Verdienstorden der Wissenschaft und der Erfindung (ordre du Mérite de la recherche et de l'invention)
- Offizier der Palmes académiques
- Offizier des belgischen Leopoldsordens
- Preisträger der Singer-Polignac-Stiftung
- Preisträger der Académie des Sciences
- Verdienstmedaille in Gold
- Goldmedaille der Société de Géographie
- Großer Preis der Technik der Stadt Paris
- Mitglied der Société des explorateurs français